# Aeroport Intercontinental George Bush
L'Aeroport Intercontinental George Bush (codi IATA: IAH, codi OACI: KIAH) (en anglès: George Bush Intercontinental Airport) és el segon aeroport més gran de l'estat de Texas, per darrere de l'Aeroport Internacional de Dallas/Fort Worth. Està situat a 37 km al nord del centre de la ciutat de Houston, ocupant una àrea de 40 km² entre la carretera interestatal 45 i la Ruta 59. L'aeroport compta amb nombroses destinacions domèstiques repartides per tot els Estats Units, però també ofereix un gran nombre de destinacions internacionals a Amèrica del Nord, Amèrica del Sud, Àsia, Europa i l'Orient Pròxim. L'agost del 1997, l'aeroport va ser rebatejat en honor de George H. W. Bush, el 41è president dels Estats Units.
L'Aeroport Intercontinental George Bush va gestionar més de 40 milions de passatgers durant l'any 2009 convertint-se en el vuitè aeroport més ocupat d'Amèrica del Nord i el setzè de tot el món. L'aeroport és també el principal i més important centre de connexions de Continental Airlines amb una mitjana de més de 700 sortides diàries.

## Història
Durant la dècada de 1960, la ciutat de Houston necessitava un nou aeroport perquè l'antic aeroport Hobby començava a fer-se petit davant la demanda i no es podia expandir a causa de les limitacions que patia a l'emplaçament on es trobava. En vers les circumstàncies, la ciutat de Houston va decidir desenvolupar i construir un nou aeroport internacional. El nou aeroport es va inaugurar el juny de 1969 i totes les companyies van moure els seus vols des de l'aeroport Hobby al nou aeroport. Durant el primer any de funcionament, l'Aeroport Intercontinental va rebre més de 4,5 milions de passatgers anuals. En aquell moment, les principals terminals de l'aeroport eren les terminals A i B, però a causa de l'increment del trànsit aeri, l'any 1981 es va dur a terme la construcció de la terminal C l'any i, nou anys més tard, el 1990, el Mickey Leland International Airlines Building (avui dia la terminal D) s'hi va afegir. Al llarg dels anys diferents línies aèries han anat movent-se cap a l'Aeroport Intercontinental George Bush. L'any 1997, l'aeroport va ser reanomenat en honor de l'expresident dels Estats Units George H. W. Bush i passar a dir-se Aeroport Intercontinental George Bush. El juny de l'any 2003, la nova Terminal E queda parcialment oberta, però ha d'esperar fins al gener de 2004 per a la plena obertura de la nova terminal, dissenyada exclusivament per a Continental Airlines. El 7 de gener de 2009, Continental Airlines va efectuar el primer vol comercial del món amb biocarburant mitjançant un Boeing 737.

## Terminals
L'Aeroport Intercontinental George Bush té un total de cinc terminals que s'estenen fins a 1 km² cadascuna. Les terminals compten amb una forma única i no són de cap disseny en particular.
- Terminal A: Vols domèstics o amb destinació al Canadà d'aerolínies diferents a Continental.
- Terminal B: Vols domèstics o amb destinació al Canadà de Continental Express.
- Terminal C: Vols domèstics o amb destinació al Canadà de Continental Airlines.
- Terminal D: Vols internacionals d'aerolínies diferents de Continental.
- Terminal E: Vols internacionals de Continental Airlines.

## Aerolínies i destinacions
| Companyia                                               | Destinacions | Terminal |
| ------------------------------------------------------- | --- | -------- |
| Aeroméxico                                              | de temporada: Ciutat de Mèxic | D        |
| Aeroméxico Connect                                      | Ciutat de Mèxic, Monterrey | D        |
| Air Canada Jazz                                         | Calgary, Montréal-Trudeau, Toronto-Pearson | A        |
| Air France                                              | París-Charles de Gaulle | D        |
| Alaska Airlines                                         | Seattle/Tacoma | A        |
| American Airlines                                       | Dallas/Fort Worth, Miami | A        |
| American Eagle                                          | Chicago-O'Hare, Los Angeles | A        |
| British Airways                                         | Londres-Heathrow | D        |
| Continental Airlines                                    | Albuquerque, Anchorage, Atlanta, Austin, Baltimore, Boston, Calgary, Charlotte, Chicago-O'Hare, Cleveland, Columbus (OH), Dallas/Fort Worth, Denver, Detroit, Edmonton, El Paso, Fort Lauderdale, Fort Myers, Guam, Honolulu, Indianapolis, Las Vegas, Los Angeles, McAllen, Miami, Minneapolis/St. Paul, Nova Orléans, Nova York-LaGuardia, Newark, Oklahoma City, Omaha, Ontario, Orange County, Orlando, Philadelphia, Phoenix, Pittsburgh, Portland (OR), Raleigh/Durham, Reno/Tahoe, Sacramento, Salt Lake City, San Antonio, San Diego, San Francisco, San Jose (CA), San Juan, Seattle/Tacoma, Tampa, Tucson, Tulsa, Vancouver, Washington-Reagan, West Palm Beach de temporada: Eagle/Vail, Gunnison/Crested Butte, Hayden/Steamboat Springs, Montrose | C, E     |
| Continental Airlines                                    | Acapulco, Amsterdam, Aruba, Belize City, Bogotà, Bonaire, Buenos Aires-Ezeiza, Cancun, Caracas, Cozumel, Frankfurt, Grand Cayman, Guadalajara, Guatemala City, Lagos, León/El Bajío, Liberia (Costa Rica), Londres-Heathrow, Managua, Mazatlán, Mèrida, Ciutat de Mèxic, Montego Bay, Monterrey, Panamà, París-Charles de Gaulle, Port of Spain, Puerto Vallarta, Quito, Rio de Janeiro-Galeão, Roatán, San José de Costa Rica, San José del Cabo, San Pedro Sula, San Salvador, São Paulo-Guarulhos, Tegucigalpa, Tokyo-Narita de temporada: Ixtapa/Zihuatanejo, Nassau | E        |
| Continental Connection operat per Colgan Air            | Alexandria (LA), Beaumont, College Station, Del Rio, Dallas-Love, Jackson, Killeen, Lafayette (LA), Lake Charles, McAllen, Monroe (LA), Oklahoma City, San Antonio, Shreveport, Tulsa, Tyler, Victoria (TX), Waco | A        |
| Continental Express operat per Chautauqua Airlines      | Atlanta, Baton Rouge, Columbus (OH), Dallas/Fort Worth, Louisville, Oklahoma City, St. Louis | B        |
| Continental Express operat per ExpressJet Airlines      | Aguascalientes, Albuquerque, Alexandria (LA), Amarillo, Asheville, Atlanta, Austin, Baton Rouge, Birmingham (AL), Brownsville, Cedar Rapids, Charleston (SC), Charleston (WV), Charlotte, Chihuahua, Cincinnati/Northern Kentucky, Ciudad del Carmen, Colorado Springs, Columbia (SC), Columbus (OH), Corpus Christi, Dallas/Fort Worth, Dallas-Love, Dayton, Des Moines, Durango, El Paso, Fayetteville (AR), Fort Walton Beach, Grand Junction, Grand Rapids, Greensboro, Greenville/Spartanburg, Guadalajara, Gulfport/Biloxi, Harlingen, Hobbs, Huatulco, Huntsville, Indianapolis, Ixtapa/Zihuatanejo, Jackson, Jacksonville, Kansas City, Knoxville, Lafayette (LA), Laredo, León/El Bajio, Lexington, Little Rock, Louisville, Lubbock, Manzanillo, Mazatlán, Memphis, Ciutat de Mèxic, Midland/Odessa, Milwaukee, Minneapolis/St. Paul, Mobile, Monroe (LA), Monterrey, Morelia, Nashville, Nova Orléans, Norfolk, Oaxaca, Oklahoma City, Omaha, Pensacola, Phoenix, Pittsburgh, Puebla, Querétaro, Raleigh/Durham, Richmond, St. Louis, Salt Lake City, Saltillo, San Antonio, San José del Cabo, San Luis Potosí, Savannah, Shreveport, Tampico, Toluca, Toronto-Pearson, Torreón/Gómez Palacio, Tucson, Tulsa, Tuxtla Gutiérrez, Veracruz, Villahermosa, Washington-Dulles, West Palm Beach, Wichita de temporada: Acapulco, Fort Myers, Montrose, Nassau | B        |
| Delta Air Lines                                         | Atlanta | A        |
| Delta Connection operat per Atlantic Southeast Airlines | Atlanta, Cincinnati/Kentucky Nord | A        |
| Delta Connection operat per Comair                      | Atlanta, Cincinnati/Northern Kentucky, Nova York-JFK | A        |
| Delta Connection operat per Compass Airlines            | Atlanta, Detroit, Minneapolis/St. Paul | A        |
| Delta Connection operat per Mesaba Airlines             | Atlanta, Detroit, Minneapolis/St. Paul, Salt Lake City | A        |
| Delta Connection operat per Pinnacle Airlines           | Cincinnati/Northern Kentucky, Memphis | A        |
| Delta Connection operat per SkyWest Airlines            | Salt Lake City | A        |
| Emirates                                                | Dubai | D        |
| KLM                                                     | Amsterdam | D        |
| KLM operat per PrivatAir                                | Amsterdam | D        |
| Lufthansa                                               | Frankfurt | D        |
| Qatar Airways                                           | Doha | D        |
| Singapore Airlines                                      | Moscou-Domodedovo, Singapur | D        |
| TACA                                                    | San Salvador de temporada: Roatán | D        |
| United Airlines                                         | Chicago-O'Hare, Denver, Lima, San Francisco, Washington-Dulles | C, E     |
| United Express operat per Mesa Airlines                 | Chicago-O'Hare, Washington-Dulles | C        |
| United Express operat per Shuttle America               | Chicago-O'Hare, Denver, Montréal-Trudeau, Washington-Dulles | C        |
| United Express operat per SkyWest Airlines              | Albuquerque, Atlanta, Austin, Bakersfield, Charlotte, Cincinnati/Kentucky Nord, Colorado Springs, Columbus (OH), Dallas/Fort Worth, Denver, Des Moines, Detroit, El Paso, Fort Myers, Grand Rapids, Kansas City, Midland/Odessa, Milwaukee, Minneapolis/St. Paul, Oklahoma City, Omaha, Phoenix, Pittsburgh, Puebla, Puerto Vallarta, Raleigh/Durham, St. Louis, Salt Lake City, San José del Cabo, San Luis Potosí, Toronto-Pearson, Tucson de temporada: Aspen, Palm Springs | B,C      |
| US Airways                                              | Charlotte, Phoenix | A        |
| US Airways Express operat per Republic Airlines         | Philadelphia | A        |
| VivaAerobus                                             | Monterrey | D        |